# Santiago Apóstol, Guanajuato
Santiago Apóstol är en ort i Mexiko.   Den ligger i kommunen Valle de Santiago och delstaten Guanajuato, i den centrala delen av landet, 230 km väster om huvudstaden Mexico City. Santiago Apóstol ligger 1 741 meter över havet och antalet invånare är 250.
Terrängen runt Santiago Apóstol är kuperad söderut, men norrut är den platt. Runt Santiago Apóstol är det ganska tätbefolkat, med 166 invånare per kvadratkilometer. Närmaste större samhälle är Valle de Santiago, 5,1 km nordväst om Santiago Apóstol. Trakten runt Santiago Apóstol består till största delen av jordbruksmark.